# Sarntaler Hufeisentour

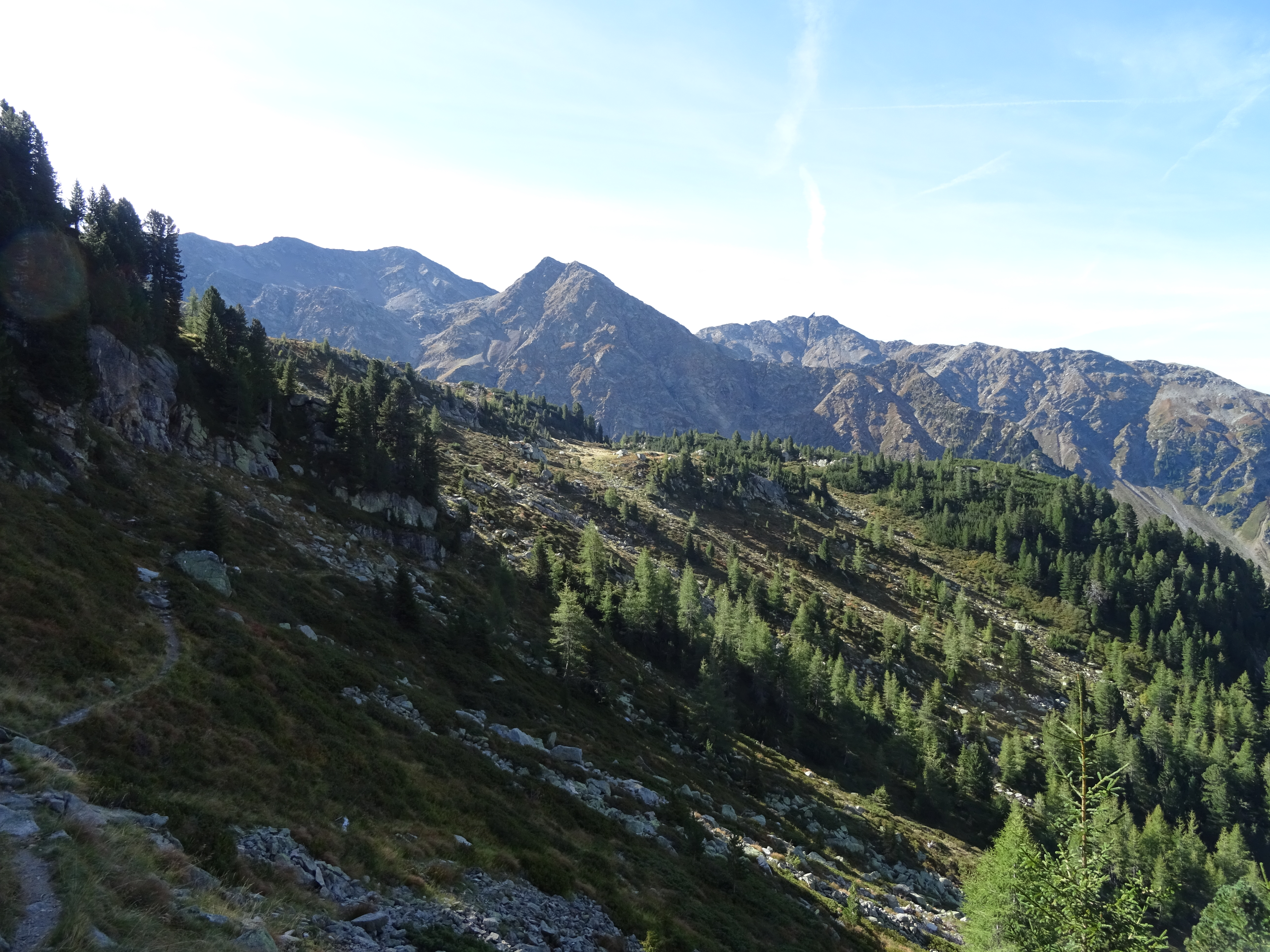
Sarntheiner Höhenweg oberhalb der Seebergalm

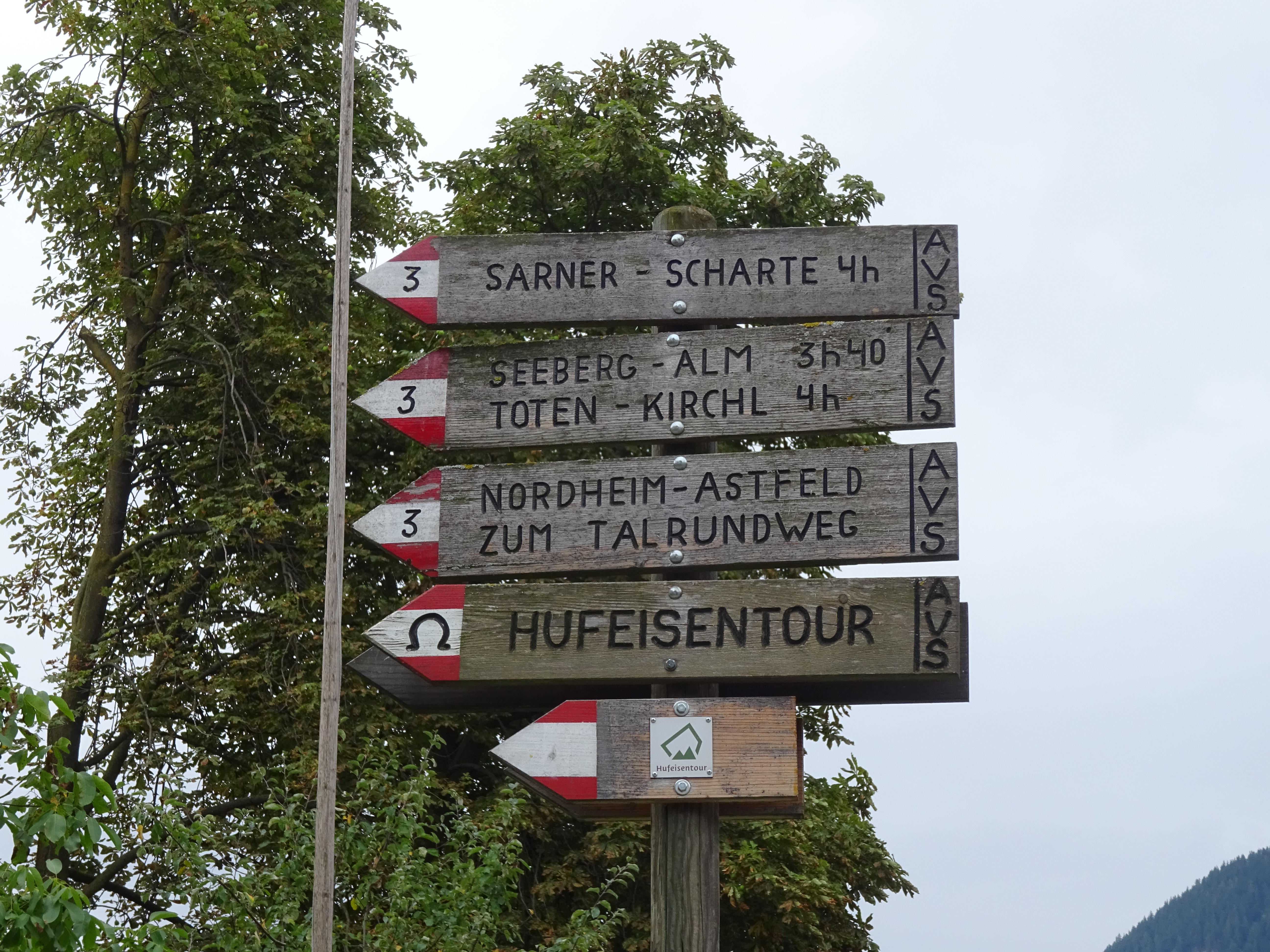
Wegweiser aus Sarnthein

Die Sarntaler Hufeisentour (italienisch Tour Ferro di Cavallo) ist ein mehrtägiger Höhenweg und Wanderweg in den Sarntaler Alpen in Südtirol, Italien. Die Strecken zwischen den Schutzhütten haben eine Länge von 77 Kilometern.

## Verlauf
Gemäß der Ausschilderung liegen Beginn und Ende in Sarnthein. In verschiedenen Beschreibungen werden aber unterschiedliche Zugänge zum Rittner-Horn-Haus und zur Meraner Hütte auch aus Bozen bzw. oberhalb ab Oberbozen und Jenesien beschrieben.
Die meist gegen den Uhrzeigersinn begangene Runde führt auf dem Ostkamm vom Rittner-Horn-Haus über das Schutzhaus Latzfonser Kreuz und die Flaggerschartenhütte zum Penser Joch mit dem Gasthof Alpenrosenhof. Von diesem führt der Weg in der längeren Variante mit insgesamt sechs Etappen nach der Ebenbergalm und der Hirzerhütte über den Westkamm zur Meraner Hütte, im ursprünglichen Verlauf mit einer Zwischenübernachtung im Sarntal direkt dorthin. Die zum Teil hochalpinen Touren erfordern eine Kondition für fünf bis sechs Stunden bei jeweils bis zu 1000 Höhenmetern im Anstieg.

## Südtirol Ultra Skyrace
Auf dem Verlauf der Sarntaler Hufeisentour fand von 2013 bis 2023 das Südtirol Ultra Skyrace mit den Streckenlängen 121 km (7850 hm), 69 km (4490 hm), 42 km (2750 hm) und 27 km (1880 hm) statt, wobei neben Bozen auch Sarnthein als Start- und Zielort für die kürzeren Strecken diente. Nach insgesamt zwei Todesfällen wurde die Veranstaltung Ende 2023 für abgeschlossen erklärt.